# Radgoszcz (Petite-Pologne)
Pour les articles homonymes, voir Radgoszcz.
Radgoszcz est une localité polonaise, siège de la gmina de Radgoszcz, située dans le powiat de Dąbrowa en voïvodie de Petite-Pologne.